# Radi
Radi är en gewog i Bhutan.   Den ligger i distriktet Trashigang, i den östra delen av landet, 200 kilometer öster om huvudstaden Thimphu.
I omgivningarna runt Radi växer i huvudsak barrskog. Runt Radi är det ganska tätbefolkat, med 70 invånare per kvadratkilometer.